# Grand Prix-wegrace van Frankrijk 1959
De Grand Prix-wegrace van Frankrijk 1959 was de eerste Grand Prix van het wereldkampioenschap wegrace voor motorfietsen in het seizoen 1959. De races werden verreden op 17 mei op het Circuit de Charade nabij Clermont-Ferrand. In deze Grand Prix kwamen de 500cc-, 350cc-klasse en de zijspanklasse aan de start.

## Algemeen
Dit was de eerste Franse Grand Prix die meetelde voor het WK sinds die van 1955. In 1956 was ze niet doorgegaan vanwege het (auto-)ongeluk tijdens de 24-uur van Le Mans en in het seizoen 1957 door benzineschaarste vanwege de Suezcrisis. In 1958 was er wel een Franse Grand Prix, maar deze telde niet mee voor het wereldkampioenschap.

## 500cc-klasse
Er bleek sinds het seizoen 1958 niet veel veranderd te zijn in de 500cc-klasse. John Surtees reed de snelste ronde en won de race met anderhalve minuut voorsprong op teamgenoot Remo Venturi, terwijl privérijder Gary Hocking met zijn Norton Manx derde werd.
| Pos | Coureur            | Merk      | Tijd      | Pnt |
| --- | ------------------ | --------- | --------- | --- |
| 1   | John Surtees       | MV Agusta | 1:40"22'0 | 8   |
| 2   | Remo Venturi       | MV Agusta | +1"30'8   | 6   |
| 3   | Gary Hocking       | Norton    | +2"16'1   | 4   |
| 4   | Dickie Dale        | BMW       | +2"34'2   | 3   |
| 5   | Terry Shepherd     | Norton    | +2"51'1   | 2   |
| 6   | Paddy Driver       | Norton    | +3"10'9   | 1   |
| 7   | Tom Phillis        | Norton    | +3"17'8   |     |
| 8   | Bob Anderson       | Norton    | +1 ronde  |     |
| 9   | Bob Brown          | Norton    | +1 ronde  |     |
| 10  | Ralph Rensen       | Norton    | +1 ronde  |     |
| 11  | Hans-Günther Jäger | BMW       | +1 ronde  |     |
| 12  | Jacques Collot     | Norton    | +1 ronde  |     |
| 13  | Guy Ligier         | Norton    | +2 ronden |     |
| 14  | Charly Maubert     | Norton    | +2 ronden |     |
| 15  | Maurice De Polo    | Norton    | +3 ronden |     |
| 16  | Albert Montagne    | Norton    | +4 ronden |     |
| 17  | John Hempleman     | Norton    |           |     |

| Coureur           | Merk     | Oorzaak |
| ----------------- | -------- | ------- |
| Fritz Messerli    | Onbekend |         |
| Jacques Insermini | Norton   |         |
| Jean-Pierre Bayle | Norton   |         |
| Michael Valentin  | Onbekend |         |
| Geoff Tanner      | Norton   |         |
| Robin Fitton      | Norton   |         |

| Coureur       | Merk                     | Oorzaak |
| ------------- | ------------------------ | ------- |
| Ken Kavanagh  | Norton                   |         |
| Ron Miles     | Norton                   |         |
| Alois Huber   | BMW                      |         |
| Alistair King | Norton                   |         |
| Bob McIntyre  | Norton                   |         |
| Derek Powell  | Matchless                |         |
| Geoff Duke    | Reynolds-Norton / Norton |         |
| Mike Hailwood | Norton                   |         |
| Jim Redman    | Norton                   |         |

## 350cc-klasse
John Hartle startte in de 350cc-race met de fabrieks-MV Agusta 350 4C, maar verloor bijna anderhalve minuut op privérijder Gary Hocking met zijn Norton Manx. Hocking op zijn beurt was ruim een minuut te langzaam om John Surtees te verslaan.
| Pos | Coureur           | Merk      | Tijd      | Pnt |
| --- | ----------------- | --------- | --------- | --- |
| 1   | John Surtees      | MV Agusta | 1:17"46'0 | 8   |
| 2   | Gary Hocking      | Norton    | +1"07'4   | 6   |
| 3   | John Hartle       | MV Agusta | +2"29'0   | 4   |
| 4   | Bob Anderson      | Norton    | +2"33'2   | 3   |
| 5   | Paddy Driver      | Norton    | +2"39'8   | 2   |
| 6   | Terry Shepherd    | Norton    | +2"42'8   | 1   |
| 7   | Tom Phillis       | Norton    | +3"53'9   |     |
| 8   | Bob Brown         | Norton    | +3"53'9   |     |
| 9   | John Hempleman    | Norton    | +1 ronde  |     |
| 10  | Ralph Rensen      | Norton    | +1 ronde  |     |
| 11  | Robin Fitton      | Norton    | +1 ronde  |     |
| 12  | Jacques Collot    | Norton    | +2 ronden |     |
| 13  | Jacques Insermini | Norton    | +2 ronden |     |
| 14  | Jean-Pierre Bayle | Norton    | +2 ronden |     |
| 15  | Maurice De Polo   | Norton    | +2 ronden |     |
| 16  | Hochwallner       | Onbekend  | +2 ronden |     |
| 17  | Roger Montagne    | Norton    | +3 ronden |     |
| 18  | Barone            | Onbekend  | +8 ronden |     |

| Coureur           | Merk                     |
| ----------------- | ------------------------ |
| Alistair King     | Norton                   |
| Dave Chadwick     | Norton                   |
| Dickie Dale       | AJS                      |
| Geoff Duke        | Reynolds-Norton / Norton |
| Mike Hailwood     | AJS                      |
| Ernesto Brambilla | MV Agusta                |
| Gilberto Milani   | Norton                   |
| Remo Venturi      | MV Agusta                |
| Jim Redman        | Norton                   |

## Zijspanklasse
In de zijspanrace scoorde Fritz Scheidegger met bakkenist Horst Burkhardt zijn eerste WK-overwinning, voor regerend wereldkampioenen Walter Schneider/Hans Strauß en Edgar Strub/Jo Siffert. Siffert was een van de drie toekomstig Formule 1-coureurs die in deze GP reden. De beide anderen waren John Surtees, de winnaar van de 500cc- en 350cc-klasse en Guy Ligier, die dertiende werd in de 500cc-race.
| Pos | Coureur            | Bakkenist         | Merk     | Tijd      | Pnt |
| --- | ------------------ | ----------------- | -------- | --------- | --- |
| 1   | Fritz Scheidegger  | Horst Burkhardt   | BMW      | 1:00"36'5 | 8   |
| 2   | Walter Schneider   | Hans Strauß       | BMW      | +1"04'0   | 6   |
| 3   | Edgar Strub        | Jo Siffert        | BMW      | +2"43'4   | 4   |
| 4   | Helmut Fath        | Alfred Wohlgemuth | BMW      | +3"16'3   | 3   |
| 5   | Jo Rogliardo       | Marcel Godillot   | BMW      | +3"33'0   | 2   |
| 6   | Alwin Ritter       | Peter Joss        | BMW      | +3"51'4   | 1   |
| 7   | Loni Neußner       | Edwin Blauth      | BMW      | +4"00'7   |     |
| 8   | Arsenius Butscher  | Alfred Schmidt    | BMW      | +4"01'3   |     |
| 9   | Joseph Duhem       | Robert Burtin     | BMW      | +4"25'4   |     |
| 10  | Otto Kölle         | Reiner Kamm       | BMW      | +1 ronde  |     |
| 11  | Bill Beevers       | John Chisnell     | BMW      | +1 ronde  |     |
| 12  | Marcel Beauvais    | Onbekend          | Onbekend | +1 ronde  |     |
| 13  | Claude Lambert     | Onbekend          | Onbekend | +1 ronde  |     |
| 14  | Jules Verd         | Onbekend          | Norton   | +2 ronden |     |
| 15  | François Moulin    | Jacky Roche       | Norton   | +2 ronden |     |
| 16  | Escoubas           | Onbekend          | Onbekend | +2 ronden |     |
| 17  | Harmen van der Wal | J. van Gelder     | Norton   | +3 ronden |     |
| 18  | Biancotto          | Onbekend          | Onbekend | +3 ronden |     |

| Coureur           | Bakkenist          | Merk    |
| ----------------- | ------------------ | ------- |
| Florian Camathias | Hilmar Cecco       | BMW     |
| August Rohsiepe   | Arthur Gardyanczik | BMW     |
| Max Deubel        | Horst Höhler       | BMW     |
| Bill Boddice      | Bill Canning       | Norton  |
| Owen Greenwood    | Terry Fairbrother  | Triumph |
| Pip Harris        | Ray Campbell       | BMW     |

1920 · 1921 · 1922 · 1923 · 1924 · 1925 · 1926 · 1927 · 1928 · 1929 · 1930 · 1931 · 1932 · 1933 · 1935 · 1936 · 1937 · 1938 · 1939 · 1949 · 1951 ·  1953 · 1954 · 1955 · 1958 · 1959 · 1960 · 1961 · 1962 · 1963 · 1964 · 1965 · 1966 · 1967 · 1969 · 1970 · 1972 · 1973 · 1974 · 1975 · 1976 · 1977 · 1978 · 1979 · 1980 · 1981 · 1982 · 1983 · 1984 · 1985 · 1986 · 1987 · 1988 · 1989 · 1990 · 1991 · 1992 · 1994 · 1995 · 1996 · 1997 · 1998 · 1999 · 2000 · 2001 · 2002 · 2003 · 2004 · 2005 · 2006 · 2007 · 2008 · 2009 · 2010 · 2011 · 2012 · 2013 · 2014 · 2015 · 2016 · 2017 · 2018 · 2019 · 2020 · 2021 · 2022 · 2023 · 2024 · 2025